# Physodactylus
Physodactylus là một chi bọ cánh cứng trong họ 
Elateridae.
Chi này được miêu tả khoa học năm 1823 bởi Fischer von Waldheim.

## Các loài
Các loài trong chi này gồm:
- Physodactylus besckei Mannerheim, 1848
- Physodactylus brasiliensis Fleutiaux, 1892
- Physodactylus clavipes (Perty, 1830)
- Physodactylus costae Chassain, 2005
- Physodactylus fleutiauxi Chassain, 2005
- Physodactylus foveatostriatus Fleutiaux, 1892
- Physodactylus henningi Fischer von Walheim, 1823
- Physodactylus niger Fleutiaux, 1892
- Physodactylus oberthuri Fleutiaux, 1892